# Corteza renal

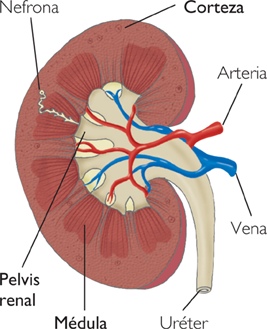

La corteza renal es la porción externa del riñón entre la cápsula renal y la médula renal. En el adulto, forma una zona externa continua y lisa con varias proyecciones (columnas corticales) que se extienden hacia abajo entre las pirámides. Contiene los corpúsculos renales y los túbulos renales, excepto las partes del asa de Henle que descienden a la médula renal. También contiene vasos sanguíneos y conductos colectores corticales.
La corteza renal es la parte del riñón donde se produce la ultrafiltración. La eritropoyetina se produce en la corteza renal. 
En el croquis se pueden determinar las partes y funciones del riñón.
- Parte externa del riñón de color rojo.
- Parduzca y fácilmente distinguible al corte de la parte interna o medular.
- Forma un arco de tejido situado justo bajo la cápsula renal.
- De ella surgen proyecciones que se sitúan entre las unidades individuales de la médula y se llaman columnas de Bertín.
- Contiene todos los glomérulo renal glomérulos, los túbulos proximales y distales, recibe el 90 % del flujo sanguíneo renal y su principal función es la filtración, la reabsorción activa y la secreción.

- Datos: Q2307492